# ミャンマー難民
ミャンマー難民（ミャンマーなんみん）とは、軍事政権下にあったミャンマー連邦内の民族紛争を原因とし、国外に流出し難民化した人々のこと。狭義の政治難民として認定されている場合とされていない場合がある。

## 概要
19世紀初頭から、イギリス帝国によって徐々に浸食されたビルマは、上ビルマと下ビルマに分離し、下ビルマは英国の支配圏となった。1885年、英軍の進撃で首都マンダレーが陥落させられ、上ビルマを併合した英領ビルマは1897年に英領インドの一州に編入させられた。この上下ビルマ統合以後に執られた統治政策の民族の怨讐が、現在の難民流出と不可分に結びついている。英領ビルマではキリスト教と西洋式教育を受容したカレン族を官吏や武装警察に起用し、マジョリティであったビルマ族を下位に引き下げ、ヒエラルキーを逆転させることでその対立構造を醸成させた。
第二次世界大戦中、インド攻略を狙う日本の南機関に育成されたタキン党員から成るBIA（ビルマ独立義勇軍）は、イギリス当局から権力を奪い手中に収めた。1945年にアウン・サンらが組織した「パサパラ（反ファシスト人民自由連盟）」が抗日蜂起し、1948年に「ビルマ連邦」として完全独立に至る。しかし、翌年にはカレン族が独立闘争を本格化させると内戦状態に陥った。1962年のネ・ウィンによるクーデターで議会制民主主義から社会主義へと移行すると、不満が募る他のエスニック集団も各々蜂起したが、軍部の力に抗えず徐々に周辺諸国へ難民化していった。
現在のミャンマー難民のうち、東部に暮らすカレン、カレンニー系の人々の多くは居住区域に隣接するタイへ流出しており、国境沿いに敷設された9箇所の難民キャンプで10万超の人々が保護を受けている[UNHCR,2010]。西部に暮らすロヒンギャ系の人々は、陸路の場合バングラデシュへ、海路の場合マレーシア、インドネシア、タイなどへ、空路ではサウジアラビアやUAEなどのイスラム国家へ避難している。NCGUBの報告によれば、地理上の理由から、チン州からでインドへ難民化したグループやカチン州から中国へ避難したグループも存在するという。
タイにおける支援にあたっては、CCSDPT(The Committee for Coordination of Services to Displaced Persons in Thailand)が19のNGOからなるネットワーキングを作っている他、UNHCRも現地事務所を構え、対応している。日本のNGOでは、シャンティ国際ボランティア会が、図書館事業を展開している。

## モン
ミャンマーからの難民は、18世紀、バゴー（ペグー）にあったモン族の王国ペグー朝が、ビルマ族によるタウングー朝に征服され、モン族の多くがタイ領に避難したことに始まる。モン族はタイ族と同じく上座仏教を信仰しており、水稲耕作などタイに近似した文化を持っていたことから同化が進み、現在では区分するのが難しい。

## カレンとカレンニー
カレン族のKNU（カレン民族同盟）とカレンニー族のKNPP（カレンニー民族進歩党）はそれぞれ軍事部門を擁し、ミャンマー東部と泰緬国境沿いで分離独立闘争を継続している。しかし、反軍政なのは主にキリスト教徒で、DKBA(民主カレン仏教徒軍)を結成した仏教徒のカレンは親軍政である。タイ領西部9箇所の難民キャンプのうち、ターク県にある最大収容人数のメーラー・キャンプ(約35000人)を含む7箇所はカレンが大挙して避難しており、北西部のメーホンソーン県の2箇所は主にカレンニーが難民として仮滞在しているが、タイ当局の「偽装難民」「移住労働者」と主張する強制送還を巡っては、アムネスティやヒューマン・ライツ・ウォッチなどのNGOやUNHCRからしばしば非難されており、国際的圧力が高まっている。送還されたカレン系はミャンマー領サルウィン川沿いのエートゥタ再定住地に一時退避するものと見られる。
| ナイソーイ・キャンプ(Kn)      | 18,302 |
| メースリン・キャンプ(Kn)      | 2,957  |
| メーラマールアン・キャンプ(K) | 10,271 |
| メーラーオーン・キャンプ(K)   | 12,074 |
| メーラー・キャンプ(K)         | 35,680 |
| ウムピウム・キャンプ(K)       | 19,250 |
| ヌポー・キャンプ(K)           | 13,373 |
| ドーンヤン・キャンプ(K)       | 37,175 |
| タムヒン・キャンプ(K)         | 5,761  |

 出典：UNHCR(2008)
2011年度に総選挙を実施し、軍政から共和制に移行したことを受け、タイ政府高官はミャンマー難民の帰還作業を進めるとの認識を示した。タイにはラオスからのモン難民を帰還させた実績があり、実現する可能性は低くない。

## ロヒンギャ
人権団体の報告によれば、2007年、タイ領に流入したミャンマー東部の住人であるイスラム系ロヒンギャ100人も強制送還されている。1996年と1997年に発生した10万人規模のロヒンギャ難民は、宗教的迫害や強制労働を理由としてミャンマーから流出してバングラデシュに逃れたが、同国政府はこれを歓迎せず、ほとんどが送還された（NCGUB, 1999）という。

## 第三国定住
アメリカをはじめ難民条約に加盟する先進諸国は、タイに避難したミャンマー難民に対して再定住（第三国定住）受け入れの道を開いている。2010年から2012年の間、日本もパイロット・ケースとして年間30人を目安にメーラー・キャンプからミャンマー難民を受け入れようとしている。第一陣となる5家族27名は、定住支援プログラムを受講後、千葉県と三重県で農業に従事しながら新天地での生活を送っているが、その後、日本社会での適応が難しいことが報告されている。ミャンマー難民の側からも日本移住の辞退者が出るなど、第三国定住の難しさと限界が露呈しはじめており、国民の税金で賄われる国際貢献が裏目に出た形となっている。この要因として、まずミャンマー難民に対する人類学的な検討不足が挙げられ、加えて、外務省の難民隔離・秘匿政策が民間団体(NGO)の参画を阻んでしまっているため、定住生活に十分な心理的ケアが行き届いていないことが考えられる。他方、ミャンマー本国が2011年に民政移管を果たしたことから、初代大統領のテインセインは難民化したミャンマー人に帰国を呼びかけており、大量のミャンマー難民を抱えるタイでも、これに呼応して帰還させようとする動きがある。

## 年表
- 1886年 英領インド・ビルマ州に。
- 1943年 「ビルマ国」建国。
- 1947年 アウンサン暗殺。KNU設立。
- 1948年 「ビルマ連邦」独立。民族蜂起が開始。
- 1962年 軍事クーデタ発生。BSPPによる社会主義体制へ。
- 1987年 国連から「LDC(低開発国)」に指定される。
- 1988年 8888民主化運動が起こり、BSPP崩壊。NLD結成。
- 1989年 「ミャンマー連邦」に国号変更。「四つの分断作戦」が強化。
- 1990年 SLORC(国家法秩序回復評議会)が総選挙結果を反故。亡命政府NCGUB(ビルマ連邦国民連合政府)設立。
- 1991年 アウンサンスーチー、ノーベル平和賞受賞。マナプロー攻略作戦。
- 1997年 SLORCがSPDC(国家平和発展評議会)に改組。
- 2005年 ネピドーへ遷都。
- 2007年 サフラン革命。
- 2010年 国旗と国号が「ミャンマー連邦共和国」に変更。総選挙で翼賛政党圧勝。アウンサンスーチー解放。